# Eden Log
Pour plus de détails, voir Fiche technique et Distribution.
Eden Log est un film de science-fiction français réalisé par Franck Vestiel, sorti en 2007.

## Synopsis
Un homme (dont on découvre ensuite qu'il s'appelle Tolbiac) se réveille amnésique dans une grotte. Il cherche alors à remonter une série de niveaux souterrains en échappant à des poursuivants, tout en essayant de comprendre la raison de sa présence dans ce lieu géré par l'énigmatique organisation nommée Eden Log.

## Fiche technique
- Titre original : Eden Log
- Réalisation : Franck Vestiel
- Scénario : Franck Vestiel et Pierre Bordage
- Photographie : Thierry Pouget
- Composition : Seppuku Paradigm
- Montage : Nicolas Sarkissian
- Décors : Jean-Philippe Moreaux
- Costume : Rachel Quarmby
- Production : Cédric Jimenez et Clovis Cornillac
- Société de production : Impéria Films et Les Trois 8
- Distribution : BAC Films
- Format : couleur - Dolby SRD - 1,85 : 1 - Super 16 mm
- Durée : 95 minutes
- Genre : science-fiction
- Pays :  France
- Langue originale : français
- Date de sortie :

France : 26 décembre 2007
- Film interdit aux moins de 12 ans en France

## Distribution
- Clovis Cornillac : Tolbiac
- Vimala Pons : Technicien -2
- Alexandra Ansidei : Femme Surface
- Antonin Bastian : Gardien
- Zakariya Gouram : Gardien
- Gabriella Wright : Femme Surface
- Zohar Wexler : Technicien
- Arben Bajraktaraj : Technicien -3
- Sifan Shao : Technicien
- Antony Rea : Mutant
- Antoin Helou : Mutant
- Tony Amoni : garde

## Festivals
- Grand Prix International Festival of Fantasy Film Sao Paulo
- Sélection officielle Toronto International Film Festival 2008 Midnight Madness
- Sélection officielle Sitges Film Festival 2008
- Sélection officielle Austin Film Festival 2008
- Sélection officielle London FrightFest Film Festival 2008
- Sélection officielle Brussels International Fantastic Film Festival	2008
- Sélection officielle Fantasy Filmfest Allemagne 2008
- Sélection officielle Trieste International Science Fiction Film Festival 2008
- Sélection officielle Melbourne International Film Festival 2009

## Presse
(mars 2012).
[Traduire passage]
- « Une force primale digne des premiers films de George Lucas, Luc Besson, ou Darren Aronofsky » – Première
- « Un classique en puissance » – Mad Movies
- « This is a totally convincing future world, impeccably designed and captured by Vestiel. » – Twitch Film
- « Franck Vestiel is a talent to watch, creating and sustaining a hermetic universe for his bewildered yet resourceful hero to explore. » – Variety
- « Eden Log is visually stunning, a film to watch as I guarantee you’re going to all love it ! » – Bloody Disgusting
- « A visual tour –de- force destined for SF cult status. It’s easy to see why Franck Vestiel’s directorial debut may fast achieve science fiction cult status » – Fortean Times
- « Sunshine and Eden Log, two (…) recent science-fiction films that hearkened back to the genre’s harder, bleaker, pre-Ewok days. »  – Eye Weekly (Toronto)
- “A masterpiece of industrialised Armageddon chic enlivened by a touch of Cronenbergian corporeality… Imagine a Guinness advert designed by HR Giger and shot by Terry Gilliam and you’re not even close.” – Channel 4